# Casa de Zohrabbeyov
La Casa de Zohrabbeyov (en azerí: Zöhrabbəyovun evi) es la casa de Abbasgulu bey Zohrabbeyov en la ciudad de Shusha, Azerbaiyán. Era miembro de los Zohrabbeyov, una de las famosas familias de Shusha. La casa está ubicada en la calle de Ojaggulu de la ciudad de Shusha y fue construida en el siglo XIX.

## Historia
El dueño de la casa era Abbasgulu bey Zohrabbeyov, un representante de la familia Zohrabbeyov y miembro del segundo gremio de comerciantes. Abbasgulu bey, hijo de Karbalayi Mirza Akbar, nació en Shusha en 1868. Después de recibir su educación primaria de un mulá, continuó su educación en la madraza. La construcción de la casa fue iniciada por el padre de Abbasgulu bey, Mirza Akbar bey Karbalayi. Después de la muerte de Mirza Akbar, Abbasgulu bey completó la construcción de la casa. Los grandes y espaciosos ventanales del edificio de 3 plantas están decorados de pies a cabeza con pinturas antiguas. Cada piso tiene una sala de estar para 200-250 personas, ventanas de doble acristalamiento, un dormitorio, una habitación para niños, una cocina de vapor, un baño.
Después de la ocupación soviética, la casa de Abbasgulu Bey fue confiscada y tuvo que mudarse a Bakú con su familia. Más tarde esta casa se convirtió en una galería de fotos.
Después de la ocupación de Shusha por las fuerzas armenias el 8 de mayo de 1992, el edificio fue saqueado, las ventanas y los frescos fueron robados. Durante los 28 años de ocupación, el edificio fue demolido por negligencia.